# Seven Sisters (Londres)
Pour les articles homonymes, voir Seven Sisters.
Seven Sisters est un district du borough londonien de Haringey dans le nord de Londres.
Il est desservi par la station de métro Seven Sisters.